# Porpidia trullisata
Porpidia trullisata är en lavart som först beskrevs av Kremp., och fick sitt nu gällande namn av Körb. Porpidia trullisata ingår i släktet Porpidia och familjen Lecideaceae.   Inga underarter finns listade i Catalogue of Life.